# Букия, Андре
Андре Ватшини Букия (фр. André Watshini Bukia; 3 марта 1995, Киншаса, Заир) — конголезский футболист, полузащитник клуба «Эсперанс».

## Карьера
Футбольную карьеру начал в 2014 году в составе клуба «Вила-Реал».
В 2015 году подписал контракт с португальским клубом «Боавишта», за который провел 22 матча в Чемпионате Португалии.
В 2018 году перешёл в португальский клуб «Арока».
Летом 2019 года перешел на правах аренды с правом выкупа в казахстанский клуб «Кайсар» до конца года. Кызылординский клуб не захотел воспользоваться правом выкупа, и игрок вернулся в Португалию.
С 2020 по настоящее время Андре Букия играет в составе португальского клуба третьего дивизиона «Арока». Стоимость его трансфера в 2022 году составляет шестьсот тысяч евро.

## Достижения
«Кайсар»
- Обладатель Кубка Казахстана: 2019